# Argulus bicolor
Argulus bicolor är en kräftdjursart som beskrevs av Bere 1936. Argulus bicolor ingår i släktet Argulus och familjen karplöss. Inga underarter finns listade i Catalogue of Life.